# Belleville (Parijs)
Belleville is een wijk in Parijs in Frankrijk. De wijk is het 77ste quartier, in het 20ste arrondissement. Het was van oorsprong een zelfstandige gemeente, met een grondgebied dat zich verder uitstrekte over het zuiden van het huidige 19de en het noorden van het 20ste arrondissement, maar dat ook gedeelten van het 10de en 11de arrondissement omvatte. In 1860 werd de gemeente bij de stad Parijs gevoegd. In de representatie van Parijzenaars is de "wijk Belleville" nog steeds groter, en beslaat het grondgebied van de voormalige gemeente Belleville.

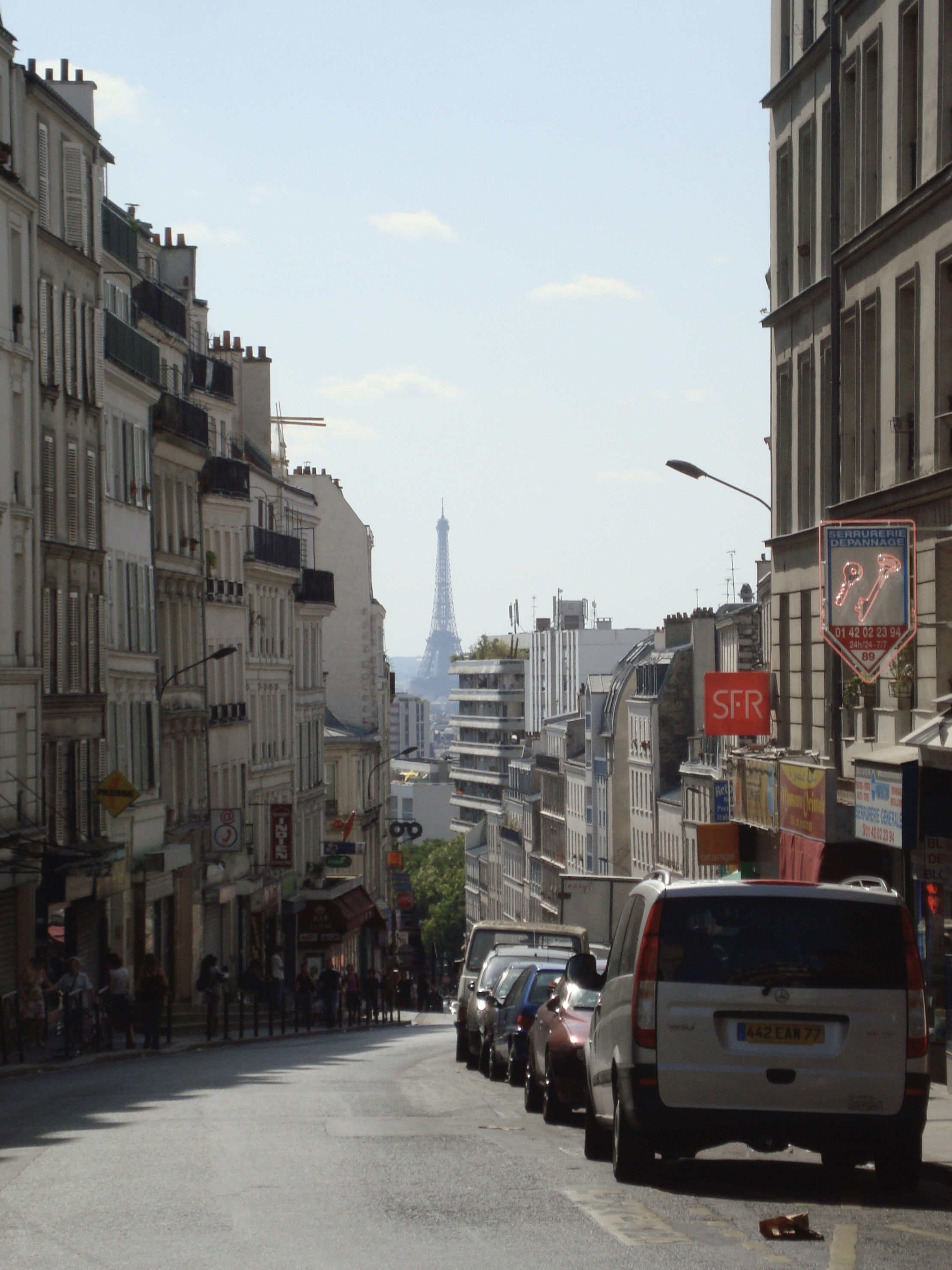
Rue de Belleville, dalwaarts met zicht naar het westen op de Eiffeltoren

Bekende Belleville-bewoners waren zangeres Édith Piaf, schrijver Georges Perec, voetballer Lassana Diarra, en de Belgische muzikant Django Reinhardt. Fotograaf Willy Ronis maakte er vele van zijn foto's van het Parijse stadsleven, en de auteur Daniel Pennac situeerde er zijn romanreeks Saga Malaussène; zeven romans over de professionele zondebok Benjamin Malaussène. Ook meerdere romans van Romain Gary beschrijven de wijk, waaronder La Vie devant soi (1975), bekroond met de Prix Goncourt.
Op de gelijknamige heuvel in de wijk bevindt zich sinds 1988 het stadspark parc de Belleville. De top van de heuvel is, met een hoogte van 128,5 meter, het op een na hoogste punt van Parijs. Enkel Montmartre ligt hoger. Veel oudere films zijn deels opgenomen in de straten van Belleville, en met name op de trappen die van de voormalige passage Julien Lacroix en de rue Vilin (nu deel van het park) naar de rue Piat liepen, zoals Le Ballon rouge (1956), Casque d'or (1952), Rafles sur la ville (1958), Les Jeux dangereux (1958), Le Grand Chef (1959), en Un gosse de la butte (1964). De Nederlandse ontwerper, onderzoeker, en journalist Piet Schreuders heeft in 2012 een van de uitgaves van zijn magazine Furore (#21) helemaal besteed aan zijn onderzoek naar de precieze locaties waar de iconische kinderfilm Le Ballon rouge is gedraaid. Hij en anderen pleiten voor een blijvende herinnering aan deze film op de plek langs de trap door het park waar de rode ballon werd ontdekt door de hoofdpersoon Pascal.
De wijk is bekend van de uitingen van graffiti en street art die te vinden zijn in de rue Denoyez, die parallel loopt aan de Boulevard de Belleville. Het gebied rond de Rue de Belleville is een van de Chinatowns van Parijs.

Belleville, 2021

- Gemeinsame Normdatei: 4303950-9
- Library of Congress Control Number: n84236123
- MusicBrainz: c5c671b5-acd9-4db6-8206-357dfd73f715
- Nationale Bibliotheek van Israël: 987007562219605171
- Virtual International Authority File: 153661597
- WorldCat: E39PBJth6KmvJgFvpY3yQFqYT3